# Partido Revolucionario de los Trabajadores (Argentina)

Bandera del PRT

El Partido Revolucionario de los Trabajadores (PRT, del qual era el braç armat l’Ejército Revolucionario del Pueblo o ERP) fou un partit polític de l'Argentina, de tendència marxista, que considerava a la lluita armada com a l'estratègia central per a l'arribada al poder i la revolució. Actuà, en l'Argentina, entre el 1965 i el 1977, any en què fou desarticulat definitivament per la repressió de la dictadura militar de l'autoanomenat Procés de Reorganització Nacional.